# شهرستان قره‌سو
ناحیه قره سو (به قزاقی: Қарасу ауданы، قاراسۋ اۋدانى) یک شهرستان در قزاقستان است که در استان قوستانای واقع شده‌است.

## خصوصیات
ناحیه قره سو ۲۷٬۸۷۹ نفر جمعیت دارد.